# Tubefilter
Tubefilter（チューブフィルター）は、カリフォルニア州ロサンゼルスを拠点とする非公開会社で、オンラインエンターテイメント産業を中心にメディア事業を行っている。Tubefilterは、Tubefilter News（チューブフィルターニュース）というファン、クリエイター、プロデューサー、インフルエンサー、インターネットテレビの流通業者を対象としたブログで最も広く知られている。Technoratiによると、このサイトは世界における上位1600のブログに含まれている。また、ストリーミー賞を創設した。